# Voray-sur-l'Ognon
Voray-sur-l'Ognon là một xã ở tỉnh Haute-Saône trong vùng Franche-Comté phía đông Pháp. Xã có diện tích km², dân số năm 2006 là 890 người. Khu vực này có độ cao từ 210-327 mét trên mực nước biển.